# Žvingiai
Žvingiai is een plaats in de gemeente Šilalė in het Litouwse district Tauragė. De plaats telt 231 inwoners (2001).